# Borat: Kazah nép nagy fehér gyermeke menni művelődni Amerika
A Borat: Kazah nép nagy fehér gyermeke menni művelődni Amerika (Borat: Cultural Learnings of America for Make Benefit Glorious Nation of Kazakhstan) 2006-ban bemutatott áldokumentumfilm-vígjáték a brit komikus, Sacha Baron Cohen főszereplésével. Cohen a saját maga alkotta szatirikus karaktert, Borat Szaggyijevet alakítja, aki beutazza az Egyesült Államokat, hogy útifilmet készítsen.
Larry Charles rendező filmjét 2006. november 1-jén mutatták be Belgiumban, majd az ezt követő napokban mutatták be számos európai országban, köztük Magyarországon november 2-án, és Észak-Amerikában november 3-án. 26,4 millió dolláros első hétvégéje az USA és Kanada box office történetének legeredményesebb indítása az 1000 mozinál kevesebben bemutatott filmek körében. Második hétvégéjén a masszív moziszámemelésnek köszönhetően ennél is többet hozott ($28,3 millió).
2020. október 23-án megjelent a folytatása, Borat utólagos mozifilm: Produkciós kenőpénz szállítása az amerikai rezsimnek a Kazahsztán egyszeri dicsőséges nemzetének hasznára címmel. A filmet az Amazon Prime adta le.

## Szereplők
| Szereplő         | Színész           | Magyar hang   |
| ---------------- | ----------------- | ------------- |
| Borat Szaggyijev | Sacha Baron Cohen | Scherer Péter |
| Azamat Bagatov   | Ken Davitian      | saját hangján |
| Luenell          | Luenell           |               |
| Pamela Anderson  | Pamela Anderson   | Balogh Erika  |
| Bob Barr         | Bob Barr          |               |
| Alan Keyes       | Alan Keyes        | Kőszegi Ákos  |

## Történet
A filmben Borat elhagyja otthonát, Kazahsztánt, hogy az Egyesült Államokban rögzítsen egy dokumentumfilmet a fiktív Kazah Információs Minisztérium parancsára. Hátrahagyja anyját, feleségét, a falu nőerőszakolóját és maga mellé veszi hájas producerét, Azamat Bagatovot. Innentől kezdve a filmben jóformán spontán felvételeket láthatunk Borat interjúiról és találkozásairól az amerikaiakkal, akik úgy hiszik, ő valóban egy külföldi tévés személyiség, aki nincs tisztában az amerikai szokásokkal.
Mialatt New Yorkban tartózkodik, Borat lát egy epizódot a Baywatchból, és azonnal beleszeret Pamela Andersonba. Miután megtudja, hogy otthon a feleségét megölte egy medve, vezetésórákat vesz, majd megvásárol egy ütött-kopott fagyiskocsit, amivel a Nagy Almából Los Angelesbe veszi az irányt (Azamat nem akar repülőre ülni, mert fél, hogy a zsidók megismétlik a 9/11-es támadásukat), hogy új feleségévé tegye Andersont.
Az országot átszelő útja során Borat folytatja az anyaggyűjtést dokumentumfilmjéhez: találkozik feministákkal, melegparádé részvevőivel, politikusokkal és afroamerikai fiatalokkal; megzavar egy meteorológust az élő adás közepette, Kazahsztánt dicsőíti az amerikai himnusz dallamára és zenéjére egy rodeón, szobát bérel egy zsidó házaspárnál, fegyvert próbál vásárolni, amivel megvédi magát a zsidóktól (mikor ezt megtagadják tőle, mert nem amerikai állampolgár, egy medvét vesz helyette), részt vesz délen egy elegáns vacsorán, illetve ellátogat egy régiségboltba, ami telis-tele van a konföderáció korából származó dísztárgyakkal, melyek legtöbbjét össze is töri.
Egy alkalommal hotelszobájukban Borat mérges lesz Azamatra, mikor rajtakapja, hogy szeretett Pamelájának fotójára maszturbál. Veszekedésük hamar egy teljesen pucér birkózásba csap át, ami átterjed a folyosóra, egy zsúfolt liftbe, majd végül egy vendégekkel teli bálterembe.
Mindennek eredményeként Azamat magára hagyja munkatársát, elviszi még Borat útlevelét is, minden pénzüket és a medvéjüket. Borat lelkesedését még inkább lehervasztja, mikor egy csapat bepiált egyetemista megmutatja neki a hírhedt Pam and Tommy-videót, amiből kiderül, hogy Pamela nem olyan érintetlen, mint gondolta. Azonban hite új erőre kap, miután betéved egy pünkösdi keresztény gyűlésre, ahol a szónok biztosítja róla, hogy Jézus szereti őt. Borat megbocsát Azamatnak és Pamelának, és „Mr. Jézussal” a Baywatch-sztár megszerzésére indul ismét. Los Angelesbe eljutva Azamatot az utcai szórakoztatók között találja Oliver Hardynak öltözve. Kibékülésük után Pamela Anderson nyomába indulnak.
Végül sikerül Anderson közvetlen közelébe férkőznie egy dedikáláson az Orange megyei Virgin Megastore-ban, ahol megmutatja a nőnek „tradicionális házassági zsákját”, és miközben megpróbálja elrabolni, végigüldözi őt az üzletből a bevásárlóközpont parkolójáig, míg végül a biztonságiak megfékezik. Ezek után Borat feleségül vesz egy afroamerikai prostituáltat, Luenell-t, akit korábban ismert és kedvelt meg útja során, és hazatér vele Kazahsztánba.

## Produkció
A film legtöbb jelenete nem volt előre megírva, és a szereplők nem színészek, kivéve Boratot, Azamatot, Pamela Andersont – aki Cohen régi barátja –, a prostituáltat és Borat családtagjait.
A filmben ábrázolt „Kazahsztánnak" kevéssé vagy egyáltalán nincs köze a valódi államhoz. A Borat szülőfalujában játszódó jeleneteket egy román faluban, Glodban vették fel, azonban a Borat feleségét játszó nő kazahsztáni, aki jobb életkörülményeket keresve emigrált Romániába. Borat szomszédja, Nursultan Tuyakbay neve a kazah elnök, Nurszultan Nazarbajev és az ellenzéki politikus, Zharmakhan Tujakbaj nevéből tevődött össze. A végefőcím alatt látható egy kép egy férfiről, aki mint a kazah elnök tűnik fel. A valóságban az a férfi İlham Əliyev, Azerbajdzsán elnöke.
Kazak nyelven nem hallhat a néző semmit a film során. Néhány szereplő, aki elméletileg kazak nyelven beszél, valójában románul szól. Sacha Baron Cohen héberül beszél, míg az Azamatot alakító Ken Davitian örmény nyelven. A filmben használt cirill ábécé az orosz változat, nem a kazah; a kiírt szavak (különösen a földrajzi nevek) mindegyikét rosszul betűzték, vagy egyáltalán nincs értelmük. Továbbá számos általános szólamot szláv nyelveken hallhatunk: Borat gyakran használt kifejezései, a „jagshemash" és a „chenquieh" a lengyelből (vagy az ahhoz hasonló nyelvekből) jönnek, és annyit tesznek: „Hogy vagy?" és „köszönöm". Miközben bemutatja házát, Borat a házitehénnek azt mondja, hogy „tishe", ami oroszról, nyugati délszláv és cseh nyelvről úgy fordítható le, hogy „csendesen" vagy „csend legyen", hasonló a lengyel „ciszej"-hez („csendesebben").
A film készítése során 91 alkalommal hívták ki a rendőröket Sacha Baron Cohenre.

### Kimaradt jelenetek
Több jelenetet is kihagytak a film végső változatából. Ezek szeptember végén felkerültek a YouTube videómegosztó oldalra: Borat egy hagyományos kazah imát énekel, összetűzésbe kerül dallasi rendőrökkel, állatmenhelyet látogat meg, hogy vadászkutyát szerezzen a zsidók elleni védelemért, szupermarketbe megy, börtönbe kerül, egy masszőrtől szexuális szolgáltatást próbál kérni, illetve felsorolja egy orvosnak nemi úton szerzett betegségeit.

## Vetítések
A filmet premier előtt vetítették a 2006-os Comic-Con Internationalen San Diegóban, Kaliforniában 2006. július 21-én. Erre az előadásra az juthatott be, aki rendelkezett egy igen primitív jeggyel, amit kartonpapírra nyomtattak, és amit a Borat által a filmben vezetett fagyiskocsiról osztogattak szét az embereknek. Az első, fizető közönségnek tartott vetítésre a 2006-os Traverse City Filmfesztiválon került sor, ahol a rendező, Larry Charles beszédet is mondott, és ahol a film elnyerte az Excellence in Filmmaking Awardot. A nyár vége felé további előadásokat tartottak New Yorkban.
A film hivatalos debütje a Torontói Nemzetközi Filmfesztiválon volt Torontóban, Kanadában 2006. szeptember 7-én, a Ryerson University Theatre-ben. Sacha Baron Cohen mint Borat érkezett az eseményre egy parasztoknak öltözött nők által húzott hintóban. A film közben a projektor meghibásodott; Cohen a probléma forrásának a "rossz kazah technológia"-t nevezte meg, és biztosította a közönséget, hogy a kivetítőt megjavítják, "vagy kivégződök". Több kísérletet, köztük Michael Moore-ét követően a vetítést elnapolták a következő estére, az Elgin Theatre-be. Moore ezen alkalommal is megjelent, akárcsak Dustin Hoffman.
A filmet a Haifa Nemzetközi Filmfesztiválon is bemutatták Haifában, Izraelben 2006. október 13-án késő este az Auditorium filmszínházban. A Borat része volt továbbá a MySpace Black Carpet premierpromóciónak is. 2006. szeptember 20-án szerte a világon 25 városban vetítették a filmet, Borat pedig meglepetésképpen megjelent a San Franciscó-i előadáson, amit a MySpace tagjai ingyenesen látogathattak.
Az Egyesült Királyságban tartott SeeFilmFirst rendezvényen is részt vett a film. Ez azt jelentette, hogy kiválasztott Odeon mozikba szerte Nagy-Britanniában külön kinyomott, egy vagy két fő részére szóló jegyekkel lehetett besétálni és megtekinteni egy exkluzív vetítést 2006. október 10-én este fél hétkor. További alkalmakkor is látható volt a film a szigetországban október 24-én és 25-én különböző mozikban.
Hasonló vetítésre került sor az új-zélandi Wellingtonban, a Paramount Theatre-ben 2006. október 10-én, este fél kilenckor. Fotókópiás jegyeket osztogattak a nyilvánosságnak a délután folyamán, és a mozi teljesen megtelt.
2006. november 13-án Cohen Boratként érkezett Sydney-be, Ausztráliába, és számos nyilvános szereplésre kerített sort különböző helyeken szerte a városban, sajtókonferenciát tartott, később pedig részt vett a bemutatón. November 17-én ismét megjelent Melbourne-ben, a Jam Factory Cinemában. Este hétkor érkezett, kék öltönyben, egy pingpongütővel a kezében. Néhány rajongó nézhette meg a premier előtti vetítést, ahol Borat háromperces bevezetőt tartott. Több más médiamegjelenésre is sor került Ausztráliában a film promotálásáért, talk showkban és rádióműsorokban.
2006. szeptember 29-én egy washingtoni mozi közönsége nézhette meg a filmet. Borat ezen vetítést egy nappal korábban jelentette be, mikor megkísérelte meglátogatni a Fehér Házat és a Kazahsztáni Követséget. Noha a vetítés "George Walker Bush premier"-nek volt szánva, a rajongók, akik Borat MySpace oldaláról kinyomtatták a meghívót, bebocsátást kaptak. Ken Davitian színész, aki Azamatot alakítja, feltűnt az eseményen mint az általa játszott karakter.

### Sajtóvetítések
A filmet a sajtó képviselőinek 2006. szeptember 27-én vetítették le a hollywoodi Mann 6-ben. Október 20-án tartották a sajtónapot; az újságíróknak ezt megelőzően kellett leadniuk kérdéseiket, hogy Sacha Baron Cohen felkészülhessen a válaszokra, mivel a sajtókonferenciát csak Boratként tartotta meg, és mint maga Cohen nem volt elérhető interjúkra. Mindössze két kiválasztott médium rögzíthette a sajtókonferenciát.
Tobias Knibe német kritikus azt állította a Süddeutsche Zeitungban, hogy egy kollégája, aki teljesen elvesztve önkontrollját nevette végig a német sajtóvetítést, nyakon harapta őt.

### Mérsékelt észak-amerikai bemutató
Október végén, kevesebb, mint két héttel a film bemutatója előtt, a Twentieth Century Fox mérsékelte az előzetesen bejelentett amerikai terjesztést 2000 moziról 800 mozira, miután egy felmérés váratlanul gyenge adatot mutatott a film ismertségét illetőleg: a közönség mindössze 27%-a hallott a Borat: Kazah nép nagy fehér gyermeke menni művelődni Amerikáról addig a pontig, ellenben a két konkurens új film 81%-os eredményével. Ezen felül, a filmipar elemzői úgy vélték, hogy a stúdióvezetők attól tartottak, az amerikaiak nem értenék meg a kazah újságíró komikus karakterét. A lépés meglepte az ipar szakértőit, akik nem tudtak felidézni hasonló döntést, amit ilyen röviddel a premier előtt hoztak meg. Mindennek ellenére, a film első helyen nyitott a toplistán, s második hetére is megőrizte azt, még magasabb bevétellel, a nagymértékű moziszámemelésnek köszönhetően.

## Bemutató

### Kritikák
A Borat: Kazah nép nagy fehér gyermeke menni művelődni Amerika kivételesen jó fogadtatásban részesült a kritikusok részéről, nem egyszer minden idők egyik legviccesebb filmjének titulálták. Egy, az amerikai vígjáték változó arculatáról szóló cikkben a The Atlantic Monthly (ami nem közöl filmkritikákat) azt írja, hogy "az évtized talán legviccesebb filmje". Michael Medved három és fél csillagot adott a filmnek a négyből, s azt mondta, "..egyszerre hihetetlenül vicces és kalapemelést érdemlő, tele jól eltalált részekkel, amiket mindenáron el akarsz majd mondani a barátaidnak, hogy aztán ismét nagyot nevess rajta." A Rotten Tomatoes oldalán 2006. egyik legjobb kritikákat kapott filmje lett, 92%-osan "friss" értékeléssel – ami nagyon ritka egy vígjáték esetében.

### Box office
Nyitóhétvégéjén a film váratlanul első helyre futott be 26,4 millió dolláros eredménnyel, megelőzte versenytársait, az Elvitte a víz és a Télapu 3. – A szánbitorló című filmeket. A hétvégi moziátlaga így 31 607 dollár lett, amivel megelőzte a Star Wars III. rész – A Sith-ek bosszúját, harmadik helyet elfoglalva A Karib-tenger kalózai: Holtak kincse és a Pókember mögött. Második hétvégéjén már 2566 moziban volt látható, s ekkor is győztesen került ki a mezőnyből: tíz nap után 67,8 millió dolláron állt a bevétele. A következő alkalommal harmadik helyen végzett a Táncoló talpak és a Casino Royale mögött. November végéig 110 millió dollárt tudhat magáénak, és további 80 milliót a világ többi részéről.
Az Egyesült Királyságban, Sacha Baron Cohen hazájában szintén első helyen kezdett a Borat, 6 242 344 fonttal (11 935 986 dollár), a brit mozitörténelem akkori 41. legjobb heti bevételét produkálva.
Magyarországon is népszerűnek bizonyult a film, Budapesten 7 mozi kezdte el vetíteni, s az első héten több, mint 16 ezer néző volt rá kíváncsi. November lecsengésével már országszerte 55 ezernél is több látogatót vonzott, ami 57,9 millió forintos bevételt jelent.

## Érdekességek
- A hotel, ahol Borat New Yorkban megszáll, a Hotel Wellington a West 55th és a 7th Avenue sarkán.
- A New York-i metróvonalak, melyeken Borat utazik, a Lexington Avenue 4-es és 5-ös expressz, illetve a helyi 6-os.
- A filmhez Borat készített egy dalt a horvát szintetizátorossal, Belindával ("You, Be My Wife").
- A szálloda, ahol Borat megpróbál megszállni Atlantában, Georgiában, valójában a dallasi Adolphus Hotel, Texasban.
- Az orosz és kazahsztáni reakciókat megemlítette a The Economist egy cikke, mely az országok promóciós tevékenységeit taglalta.
- A "zsidófuttatás" fesztiválja Borat falujában a spanyol bikafuttatás paródiája, ahol a futók hasonlóan vannak felöltözve, a démonizált "zsidókat" pedig egy Gigantes y cabezudos mintájára alkották meg.
- A kormányügynökség, ami számára Borat a dokumentumfilmet készíti, a kitalált Kazah Információs Minisztérium. A valóban létező inspiráció a Kazah Információs Ügynökség vagy KazInform. A film weboldala, amit az Információs Minisztériumaként alkottak meg, véletlenül tartalmaz egy a KazInformra mutató linket, és a site más oldalain szintén akadnak valódi kazah cégekkel és eseményekkel kapcsolatos képek, reklámok.
- A film weboldalának "keresés" funkciója egy ál-keresési eredmények oldalra vezet, ahonnan Borat hivatalos oldalára és MySpace oldalára, néhány Borat-hangklipet tartalmazó oldalra, illetve egy olyan site-ra juthatunk, ahol meg lehet rendelni Borat filmben látható fürdőruháját.
- A szürke öltöny, melyet Borat a film során visel, egyszer sem volt kimosva a forgatás ideje alatt.
- A pünkösdi vallási összejövetel helyszíne Mississippiben volt, és a jelenetben szerepel Chip Pickering, a kongresszus republikánus tagja, illetve a mississippi legfelsőbb bíróság jelenlegi főbírója, James W. Smith, Jr.
- A film poszterén a "BORДT" A betűje helyén a cirill D betű szerepel, a DVD-n pedig a "BOЯAT" szó R-je a cirill Ja betű.
- A mozgólépcső, melyről Boratnak nehezére esik lejutnia, a dél-karolinai Columbia Metropolitan Repülőtéren található.
- A hotel, melyben Borat értesül a feleségét ért végzetes medvetámadásról, a Wingate a Harbison sugárúton, Dél-Karolinában lelhető fel.

## Díjak és jelentősebb jelölések
- Oscar-díj
  - jelölés: legjobb adaptált forgatókönyv
- Golden Globe-díj
  - díj: legjobb színész – vígjáték/musical (Sacha Baron Cohen)
  - jelölés: legjobb film – vígjáték/musical
- Broadcast Film Critics Association Awards
  - díj: legjobb vígjáték
- Chicago Film Critics Association Awards
  - díj: legígéretesebb színész (Sacha Baron Cohen)
- Los Angeles Film Critics Association Awards
  - díj: legjobb színész (Sacha Baron Cohen)
- Online Film Critics Society Awards
  - díj: legjobb újonc alakítás (Sacha Baron Cohen)
  - jelölés: legjobb színész (Sacha Baron Cohen)
- San Francisco Film Critics Circle
  - díj: legjobb színész (Sacha Baron Cohen)
- Toronto Film Critics Association Awards
  - díj: legjobb színész (Sacha Baron Cohen)
- Writers Guild of America, USA
  - jelölés: legjobb adaptált forgatókönyv

## Fordítás
- Ez a szócikk részben vagy egészben  a   Borat című angol Wikipédia-szócikk fordításán alapul.  Az eredeti cikk szerkesztőit annak laptörténete sorolja fel. Ez a jelzés csupán a megfogalmazás eredetét és a szerzői jogokat jelzi, nem szolgál a cikkben szereplő információk forrásmegjelöléseként.